# Mikola Riabtxuk
Mikola Riabtxuk   (Lutsk, 27 de setembre de 1953), nom complet Mikola Iúriovitx Riabtxuk (ucraïnès: Микола Юрійович Рябчук) és un politòleg i assagista ucraïnès. Va completar els seus estudis superiors en ciència Lviv i de literatura a Moscou. És bon coneixedor dels Estats Units, on hi va romandre com a investigador i professor durant uns tres anys. Actualment és l'editor de la revista Krytyka. Ha publicat nombrosos llibres i articles sobre temes d'identitat nacional, la formació de la societat civil, la creació d'un Estat-nació.

## Publicacions en francès
- Traduït de l'ucraïnès per Irina Dmitrixin i Iaroslav Lebedinski, prefaci d'Alain Besançon, De la "Petite-Russie" à l'Ukraine, Paris, L'Harmattan, 2003.

## Articles en francès
- Le défi impérial et la réponse nationaliste: rivalité de deux mythologies Ukraine, renaissance d'un mythe national, 2000.
- Au-delà de la clôture du jardin de Metternich Traduït per Alfred Rochniak, 1997.

## Articles en anglès
- They Will Not Sing 10.02.2011
- Selective Justice 15.01.2011
- On “Stability” and “Reforms” 14.12.2010
- Flawed by Design: the Local Elections in Ukraine 08.11.2010
- Playing with Rules 13.10.2010
- Re-KGBization 23.09.2010
- On the Importance of Being Candid 14.08.2010
- Yanukovych’s Gleichschaltung and Ukraine’s Future 07.07.2010
- Metaphors of betrayal Arxivat 2011-11-15 a Wayback Machine. 26.03.2010
- What's left of Orange Ukraine? Arxivat 2011-11-15 a Wayback Machine. 04.03.2010
- Another quarrel in the post-Soviet komunalka Arxivat 2011-11-15 a Wayback Machine. 23.01.2009
- How I became a Czech and a Slovak Arxivat 2011-11-15 a Wayback Machine. 08.10.2008
- Bad peace vs. good war Arxivat 2012-04-19 a Wayback Machine. 01.06.2007
- Farewell to the cargo cult Arxivat 2010-09-02 a Wayback Machine. 04.05.2007
- Is the West serious about the "last European dictatorship"? Arxivat 2012-03-08 a Wayback Machine. 07.02.2007
- Ukraine: the not-so-unexpected nation Arxivat 2012-04-19 a Wayback Machine. 04.04.2005
- ‘A Salieri but not a Mozart’ Arxivat 2011-08-31 a Wayback Machine. 01.03.2005
- Ukraine: One State, Two Countries? Arxivat 2012-04-19 a Wayback Machine. 14.07.2003
- Ukrainian media and society: still "not so free" Arxivat 2012-04-19 a Wayback Machine. 23.11.2001